# Selección femenina de fútbol de Zambia
La selección femenina de fútbol de Zambia (en inglés Zambia women's national football team) es el equipo formado por jugadoras de nacionalidad zambiana que representa a la Asociación de Fútbol de Zambia en las competiciones oficiales organizadas por la Confederación Africana de Fútbol y la FIFA.
Como miembro de la Confederación Africana de Fútbol (CAF), participa en varios torneos internacionales, como el Campeonato Mundial de la FIFA, la Copa Africana de Naciones, los Juegos Olímpicos de Verano, los Juegos Panafricanos y torneos por invitación.
Su mejor resultado fue el tercer puesto conseguido en la Copa Africana de Naciones 2022, lo cual le dio un boleto a una Copa Mundial por primera vez en su historia. También logró su primera clasificación a los Juegos Olímpicos en Tokio 2020 tras consagrarse campeonas del Preolímpico de la CAF de 2020.

## Historia
La primera participación de la selección de Zambia en un torneo internacional data de 1991, cuando se inscribió para la primera edición del Campeonato Africano. Sin embargo, las zambianas nunca pisaron la cancha ya que, a pesar de haberse beneficiado de la retirada de Zimbabue para acceder a semifinales, Zambia hizo lo mismo antes de disputar esta instancia contra Camerún. Su debut no llegó sino en noviembre de 1994 cuando se enfrentó a Sudáfrica en los cuartos de final del Campeonato Africano de 1995, siendo eliminada del certamen tras perder los partidos de ida y vuelta. Después de unos seis años de ausencia de la competencia, las Copper Queens regresaron a la escena internacional en 2002 con su participación en las eliminatorias del Campeonato Africano de ese año, torneo que las vio eliminadas en la segunda ronda, una vez más por Sudáfrica.
El conjunto zambiano logró acceder a la edición 2014 del campeonato continental celebrada en Namibia. Encuadradas en el grupo A junto a Nigeria, Costa de Marfil y Namibia, rescataron solo un punto contra las marfileñas en el tercer día, terminando últimas en su grupo y, por lo tanto, eliminadas del torneo. Cuatro años después, volvió a disputar la competición, ahora rebautizada como Copa Africana de Naciones. Compartiendo el grupo B con Sudáfrica, Nigeria y Guinea Ecuatorial, la selección estuvo cerca de clasificarse a los octavos de final con el tercer puesto del grupo, fruto de la victoria ante las ecuatoguineanas y el empate ante las sudafricanas.
Zambia obtuvo el resultado más prestigioso en marzo de 2020 con la clasificación para el torneo femenino de fútbol de los Juegos Olímpicos de Tokio 2020 gracias a consagrarse campeón del Torneo Preolímpico de la CAF de 2020. En el Preolímpico, Zambia superó las dos primeras rondas por la retirada de las selecciones rivales, luego eliminó a Botsuana y Kenia, llegando a la final contra Camerún: tras perder la ida por 3-2, las Copper Queens vencieron a las cameruneses con un 2-1 en el partido de vuelta, obteniendo su boleto para la cita olímpica por la regla del gol de visitante. Su debut olímpico se dio con una derrota por 3-10 ante los Países Bajos, seguido por un empate ante China por 4-4. Tras su caída por la mínima ante Brasil, las zambianas se despidieron del torneo olímpico. La estrella de la selección fue la delantera Barbra Banda, autora de 6 tantos en los dos primeros partidos, igualando así el récord de goles anotados hasta entonces en un torneo olímpico por la canadiense Christine Sinclair (récord batido pocos días después por la holandesa Vivianne Miedema).
En la Copa Africana de Naciones de 2022, Zambia logró su mejor resultado en la competencia, ocupando el tercer lugar final. Después de pasar la fase de grupos como subcampeona, ganó los cuartos de final contra Senegal en la tanda de penaltis solo para perder la semifinal contra Sudáfrica tras de un gol de penal a los 94 minutos de juego. En el choque por el tercer puesto, las zambianas vencieron a Nigeria por 1-0, obteniendo el tercer puesto y el acceso a la Copa Mundial de 2023 por primera vez en su historia.

## Estadísticas

### Copa Mundial Femenina de Fútbol
| Edición | Resultado      | Posición       | PJ             | PG             | PE             | PP             | GF             | GC             |
| ------- | -------------- | -------------- | -------------- | -------------- | -------------- | -------------- | -------------- | -------------- |
| 1991    | No participó   | No participó   | No participó   | No participó   | No participó   | No participó   | No participó   | No participó   |
| 1995    | No clasificó   | No clasificó   | No clasificó   | No clasificó   | No clasificó   | No clasificó   | No clasificó   | No clasificó   |
| 1999    | No participó   | No participó   | No participó   | No participó   | No participó   | No participó   | No participó   | No participó   |
| 2003    | No clasificó   | No clasificó   | No clasificó   | No clasificó   | No clasificó   | No clasificó   | No clasificó   | No clasificó   |
| 2007    | No clasificó   | No clasificó   | No clasificó   | No clasificó   | No clasificó   | No clasificó   | No clasificó   | No clasificó   |
| 2011    | No participó   | No participó   | No participó   | No participó   | No participó   | No participó   | No participó   | No participó   |
| 2015    | No clasificó   | No clasificó   | No clasificó   | No clasificó   | No clasificó   | No clasificó   | No clasificó   | No clasificó   |
| 2019    | No clasificó   | No clasificó   | No clasificó   | No clasificó   | No clasificó   | No clasificó   | No clasificó   | No clasificó   |
| 2023    | Fase de grupos | 25.º           | 3              | 1              | 0              | 2              | 3              | 11             |
| 2027    | Por disputarse | Por disputarse | Por disputarse | Por disputarse | Por disputarse | Por disputarse | Por disputarse | Por disputarse |
| Total   | 1/9            | 31.º           | 3              | 1              | 0              | 2              | 3              | 11             |

### Juegos Olímpicos
| Edición | Resultado      | Posición     | PJ           | PG           | PE           | PP           | GF           | GC           |
| ------- | -------------- | ------------ | ------------ | ------------ | ------------ | ------------ | ------------ | ------------ |
| 1996    | No clasificó   | No clasificó | No clasificó | No clasificó | No clasificó | No clasificó | No clasificó | No clasificó |
| 2000    | No participó   | No participó | No participó | No participó | No participó | No participó | No participó | No participó |
| 2004    | No participó   | No participó | No participó | No participó | No participó | No participó | No participó | No participó |
| 2008    | No participó   | No participó | No participó | No participó | No participó | No participó | No participó | No participó |
| 2012    | No clasificó   | No clasificó | No clasificó | No clasificó | No clasificó | No clasificó | No clasificó | No clasificó |
| 2016    | No clasificó   | No clasificó | No clasificó | No clasificó | No clasificó | No clasificó | No clasificó | No clasificó |
| 2020    | Fase de grupos | 9.º          | 3            | 0            | 1            | 2            | 7            | 15           |
| 2024    | Fase de grupos | 12.º         | 3            | 0            | 0            | 3            | 6            | 13           |
| Total   | 2/8            | –            | 6            | 0            | 1            | 5            | 13           | 28           |

### Copa Femenina Africana de Naciones
| Edición | Resultado                                  | Posición                                   | PJ                                         | PG                                         | PE                                         | PP                                         | GF                                         | GC                                         |
| ------- | ------------------------------------------ | ------------------------------------------ | ------------------------------------------ | ------------------------------------------ | ------------------------------------------ | ------------------------------------------ | ------------------------------------------ | ------------------------------------------ |
| 1991    | Se retiró                                  | Se retiró                                  | Se retiró                                  | Se retiró                                  | Se retiró                                  | Se retiró                                  | Se retiró                                  | Se retiró                                  |
| 1995    | Cuartos de final                           | 5.º                                        | 2                                          | 0                                          | 0                                          | 2                                          | 5                                          | 11                                         |
| 1998    | No participó                               | No participó                               | No participó                               | No participó                               | No participó                               | No participó                               | No participó                               | No participó                               |
| 2000    | No participó                               | No participó                               | No participó                               | No participó                               | No participó                               | No participó                               | No participó                               | No participó                               |
| 2002    | No clasificó                               | No clasificó                               | No clasificó                               | No clasificó                               | No clasificó                               | No clasificó                               | No clasificó                               | No clasificó                               |
| 2004    | No participó                               | No participó                               | No participó                               | No participó                               | No participó                               | No participó                               | No participó                               | No participó                               |
| 2006    | No clasificó                               | No clasificó                               | No clasificó                               | No clasificó                               | No clasificó                               | No clasificó                               | No clasificó                               | No clasificó                               |
| 2008    | No clasificó                               | No clasificó                               | No clasificó                               | No clasificó                               | No clasificó                               | No clasificó                               | No clasificó                               | No clasificó                               |
| 2010    | No participó                               | No participó                               | No participó                               | No participó                               | No participó                               | No participó                               | No participó                               | No participó                               |
| 2012    | No clasificó                               | No clasificó                               | No clasificó                               | No clasificó                               | No clasificó                               | No clasificó                               | No clasificó                               | No clasificó                               |
| 2014    | Fase de grupos                             | 8.º                                        | 3                                          | 0                                          | 1                                          | 2                                          | 1                                          | 9                                          |
| 2016    | No clasificó                               | No clasificó                               | No clasificó                               | No clasificó                               | No clasificó                               | No clasificó                               | No clasificó                               | No clasificó                               |
| 2018    | Fase de grupos                             | 5.º                                        | 3                                          | 1                                          | 1                                          | 1                                          | 6                                          | 5                                          |
| 2020    | Cancelado debido a la pandemia de COVID-19 | Cancelado debido a la pandemia de COVID-19 | Cancelado debido a la pandemia de COVID-19 | Cancelado debido a la pandemia de COVID-19 | Cancelado debido a la pandemia de COVID-19 | Cancelado debido a la pandemia de COVID-19 | Cancelado debido a la pandemia de COVID-19 | Cancelado debido a la pandemia de COVID-19 |
| 2022    | Tercer lugar                               | 3.º                                        | 6                                          | 3                                          | 2                                          | 1                                          | 7                                          | 3                                          |
| 2024    | Clasificó                                  | Clasificó                                  | Clasificó                                  | Clasificó                                  | Clasificó                                  | Clasificó                                  | Clasificó                                  | Clasificó                                  |
| Total   | 5/13                                       | 19.º                                       | 14                                         | 4                                          | 4                                          | 6                                          | 19                                         | 28                                         |

## Últimos y próximos encuentros
Actualizado al último partido jugado el 31 de julio de 2024
| Fecha      | Ciudad        | Local          | Resultado | Visitante | Competición                      |
| ---------- | ------------- | -------------- | --------- | --------- | -------------------------------- |
| 29-11-2023 | Luanda        | Angola         | 0:6       | Zambia    | Clas. Campeonato Femenino 2024   |
| 05-12-2023 | Lusaka        | Zambia         | 6:0       | Angola    | Clas. Campeonato Femenino 2024   |
| 23-02-2024 | Acra          | Ghana          | 0:1       | Zambia    | Torneo Preolímpico Femenino 2024 |
| 28-02-2024 | Ndola         | Zambia         | 3:3       | Ghana     | Torneo Preolímpico Femenino 2024 |
| 05-04-2024 | Ndola         | Zambia         | 1:2       | Marruecos | Torneo Preolímpico Femenino 2024 |
| 09-04-2024 | Rabat         | Marruecos      | 0:2       | Zambia    | Torneo Preolímpico Femenino 2024 |
| 13-07-2024 | Vichy         | Nueva Zelanda  | 1:1       | Zambia    | Partido amistoso                 |
| 25-07-2024 | Niza          | Estados Unidos | 3:0       | Zambia    | Juegos Olímpicos 2024            |
| 28-07-2024 | Niza          | Australia      | 6:5       | Zambia    | Juegos Olímpicos 2024            |
| 31-07-2024 | Saint-Étienne | Zambia         | 1:4       | Alemania  | Juegos Olímpicos 2024            |

## Jugadoras

### Última convocatoria
Jugadoras convocadas para la Copa Mundial de 2023, con Esther Siamfuko, Comfort Selemani, y Rhoda Chileshe como jugadoras de reserva.
Entrenador:  Bruce Mwape
| No. | Pos. | Jugadora           | Fecha de nacimiento (edad)         | Apa. | Goles | Club              |
| --- | ---- | ------------------ | ---------------------------------- | ---- | ----- | ----------------- |
| 1   | POR  | Catherine Musonda  | 20 de febrero de 1998 (25 años)    |      |       | Tomiris-Turan     |
| 2   | DEF  | Judith Soko        | 31 de marzo de 2004 (19 años)      |      |       | YASA              |
| 3   | DEF  | Lushomo Mweemba    | 10 de abril de 2001 (22 años)      |      |       | Green Buffaloes   |
| 4   | MED  | Susan Banda        | 6 de julio de 1990 (33 años)       |      |       | Red Arrows        |
| 5   | DEF  | Mary Mulenga       | 11 de abril de 1998 (25 años)      |      |       | Red Arrows        |
| 6   | MED  | Mary Wilombe       | 22 de septiembre de 1997 (25 años) |      |       | Red Arrows        |
| 7   | DEL  | Ochumba Lubandji   | 1 de julio de 2001 (22 años)       |      |       | Red Arrows        |
| 8   | DEF  | Margaret Belemu    | 24 de febrero de 1997 (26 años)    |      |       | Shanghai Shengli  |
| 9   | MED  | Hellen Mubanga     | 23 de mayo de 1995 (28 años)       |      |       | Zaragoza CFF      |
| 10  | DEL  | Grace Chanda       | 11 de junio de 1997 (26 años)      |      |       | Madrid CFF        |
| 11  | DEL  | Barbra Banda       | 20 de marzo de 2000 (23 años)      |      |       | Shanghai Shengli  |
| 12  | MED  | Evarine Katongo    | 29 de diciembre de 2002 (20 años)  |      |       | ZISD Women        |
| 13  | DEF  | Martha Tembo       | 8 de marzo de 1998 (25 años)       |      |       | BIIK Shymkent     |
| 14  | MED  | Ireen Lungu        | 6 de octubre de 1997 (25 años)     |      |       | BIIK Shymkent     |
| 15  | DEF  | Agness Musase      | 11 de julio de 1997 (26 años)      |      |       | Green Buffaloes   |
| 16  | POR  | Hazel Nali         | 4 de abril de 1998 (25 años)       |      |       | Fatih Vatan Spor  |
| 17  | DEL  | Racheal Kundananji | 3 de junio de 2000 (23 años)       |      |       | Madrid CFF        |
| 18  | POR  | Eunice Sakala      | 23 de mayo de 2002 (21 años)       |      |       | Nkwazi Queens     |
| 19  | DEL  | Xiomara Mapepa     | 4 de julio de 2002 (21 años)       |      |       | Elite Ladies      |
| 20  | MED  | Hellen Chanda      | 16 de junio de 1998 (25 años)      |      |       | BIIK Shymkent     |
| 21  | MED  | Avell Chitundu     | 30 de julio de 1997 (25 años)      |      |       | ZESCO Ndola Girls |
| 22  | DEF  | Esther Banda       | 21 de noviembre de 2004 (18 años)  |      |       | BUSA              |
| 23  | DEF  | Vast Phiri         | 3 de febrero de 1996 (27 años)     |      |       | ZESCO Ndola Girls |

## Entrenadores
- Charles Bwale (2014)[16]
- Albert Kachinga (2015-2018)[17][1]
- Bruce Mwape (2018-)[1]